# Kabán József
Kabán József (Kolozsvár, 1933. július 30. – Kolozsvár, 2010. július 30.) erdélyi magyar fotóművész.

## Életútja
Nagyenyeden végezte a tanítóképzőt (1952), majd a kolozsvári törvényszék keretében működő megyeközi Kriminalisztikai Laboratórium fényképész szakértőjeként működött.

## Munkássága
1976 és 1983 között 47 íróról és képzőművészről jelent meg fényképfelvétele az Utunkban, A Hétben és a Korunkban. Fotói jelentek meg Kassay Miklós Idegenbe reggel érkezz (1976) és Kabán Ferenc A természet nyomdája (1978) című könyvének, valamint a Kriterion Könyvkiadó Korunk Könyvek című sorozatának címlapjain. Palocsay Zsigmond Felnőttek könyve című kötetének verseit az ő felvételei ihlették, s a kötetben a versek és fotók együtt jelentek meg (1977).

## Fontosabb kiállításai
- 1973 Kolozsvár, Korunk Galéria
- 1973 Kolozsvár, Igazság szerkesztősége
- 1973 Szatmárnémeti Képzőművészeti Alap
- 1975 Bukarest
- 1975 Temesvár
- 1976 Kolozsvár, Tribuna Galéria
- 1976 Sepsiszentgyörgy, Megyei Könyvtár
- 1976 Kézdivásárhely, Városi Múzeum
- 1979 Kolozsvár, Korunk Galéria
- 1998 Budapest
- 1998 Kolozsvár, Korunk Galéria
- 2006 Kolozsvár, Gy. Szabó Béla Galéria
- 2011 Budapest
- 2012 Kolozsvár, Kabán József és Jolán - Györkös Mányi Albert Emlékház